# Wohnbauförderung
Die Wohnbauförderung ist ein Steuerungsinstrument der Familien- und Sozialpolitik, dessen Ziel die Förderung bedarfsgerechten, leistbaren und qualitätsvollen Wohnraumes ist. Je nach Land spielen auch andere Kriterien eine Rolle, etwa als Anreiz zur privaten Investition in den Wohnungsbau wie Sanitäranlagen, verbesserte Energiesysteme oder zusätzliche Wärmedämmung.

## Arten der Wohnbauförderung

Eigenheimförderung oder Förderung der Herstellung oder Modernisierung vermietbaren Wohnraumes (jeweils sowohl Neubau, Ersterwerb als auch Sanierung) durch:
- Zuschüsse als nicht zurückzuzahlende Geldbeträge
- im Vergleich zum Kapitalmarkt zinsvergünstigte Darlehen
- Eigenkapitalhilfen in der Form von Ausfallbürgschaften (in der Regel durch Landesbanken oder die KfW Bankengruppe)
- immobilienbezogene Altersvorsorgeprodukte
- Lastenzuschuss nach dem Wohngeldgesetz
- Abschreibungserleichterungen nach dem Einkommensteuergesetz

## Zielsetzung der Wohnungsbauförderung
- Ökologieorientierung durch bessere Wärmedämmung und andere Maßnahmen zur Senkung des Energieverbrauchs
- Belebung von Ortsteilen (Städtebauliche Sanierungsverträge und diesbezügliche Förderungen)
- Versorgung bestimmter Bevölkerungsgruppen mit ausreichendem Wohnraum im Rahmen einer Zweckbindung der Wohnungsbauförderung
- Begrenzung des Mietzinses auf die Kostenmiete zur Versorgung sozial schwacher Mieter durch Zweck- und Preisbindung bei Vergabe der jeweiligen Förderung. Vermietung (in Deutschland) nur an Inhaber eines Wohnberechtigungsscheins (WBS/B-Schein). Siehe Sozialer Wohnungsbau